# Rivière Ford
Pour les articles homonymes, voir Ford (homonymie).
La rivière Ford est un affluent de la rive est de la rivière George laquelle coule vers le nord jusqu'au littoral sud-est de la baie d'Ungava. La rivière Ford coule vers le nord-ouest dans le territoire non organisé de Rivière-Koksoak, dans la région administrative du Nord-du-Québec, au Québec, au Canada.

## Géographie
Les bassins versants voisins de la rivière Ford sont :
- côté nord : rivière George, rivière Koroc ;
- côté est : rivière Falcoz ;
- côté sud : rivière Falcoz ;
- côté ouest : rivière George.

La rivière Ford prend ses eaux du lac Inuluttalik (longueur : 7,3 km ; altitude : 652 m), à 18,6 km à l'ouest de la frontière Québec-Labrador et à l'ouest de la zone de tête de la rivière Falcoz. Ce lac est alimenté par plusieurs petits lacs de montagne dont la surface du plus élevé atteint 692 m.
À partir du lac Inuluttalik, la rivière Ford coule vers le nord-ouest en traversant plusieurs lacs. La rivière Inuluttalik (venant de l'est) s'avère le principal affluent de la rivière Ford. D'une longueur de 130 km, la rivière Ford s'avère le plus important tributaire de la rivière George, dans le Nord-du-Québec.
L'embouchure de la rivière Ford se situe à :
- 41,2 km en amont de l'embouchure de la rivière George ;
- environ 140 km à l'est de Kuujjuaq.

En aval de la pointe Akulliakuluk, le cours inférieur de la rivière se caractérise une vallée étroite et encaissée. Le paysage environnant est tapissé de forêt boréale malgré les hautes latitudes.

## Toponymie
Le nom «Ford R.» figure sur la carte incluse dans "A Woman's Way through Unknown Labrador", ouvrage de Mme Leonidas Hubbard publié en 1908. Cet ouvrage relate son expédition menée tout le long de la rivière George, trois ans plus tôt. Mme Hubbard et les membres de son équipe avaient été accueillis par un agent de la Compagnie de la Baie d'Hudson du poste de George River, aujourd'hui désigné Kangiqsualujjuaq, au terme de leur voyage. Cet agent portait le nom de Ford et il est plausible que Mme Hubbard ait attribué son nom à la rivière par gratitude envers Ford et son épouse.
En 1945, la Commission de géographie du Québec a officialisé le toponyme rivière Ford pour désigner cette rivière. Les Inuits utilisent plutôt l'appellation "Qaanniup Kuunga", signifiant la rivière où il y a de l'eau sur la glace. Sur le plan toponymique, les Inuits nomment différemment deux segments de la rivière : "Avalirquq", de sens inconnu, et "Qijualuttaliup Kuunga", signifiant la rivière où il y a un amas de grands troncs d'arbres. Les noms de ces segments peuvent parfois désigner la rivière elle-même.
Le toponyme rivière Ford a été officialisé le 5 décembre 1968 à la Commission de toponymie du Québec.